# Монтефельтро

Мапа регіону Монтефельтро

Монтефельтро — історико-географічний регіон, в області Марке, в північно-центральній частині Італії. Історично був частиною Романьї. Він дав своє ім'я роду Монтефельтро, представники якого правили цією областю впродовж Середньовіччя та епохи Відродження.

## Опис
Монтефельтро охоплює переважно гірські частини провінцій Пезаро і Урбіно (область Марке) та південно-західній частині провінції Ріміні (Емілія-Романья). Вона включає в себе також два муніципалітети провінції Ареццо, Тоскани, та Республіку Сан-Марино. Найважливішим містом регіону є Новафельтрія. Сьогодні область є частиною римо-католицької єпархії Сан-Марино-Монтефельтро (до 1978 року — римо-католицької єпархії Монтефельтро).

### Топографія та природне середовище
Місцевість Монтефельтро переважно гірська та горбиста, з лісистими долинами, які закінчуються крутими ярами. Завдяки своєму екологічному, історичному та культурному потенціалу, Монтефельтро є місцем, у якому розташовано регіональний природний парк «Сассо Сімоне е Сімончелло» («Sasso Simone e Simoncello»).

### Замки та фортеці

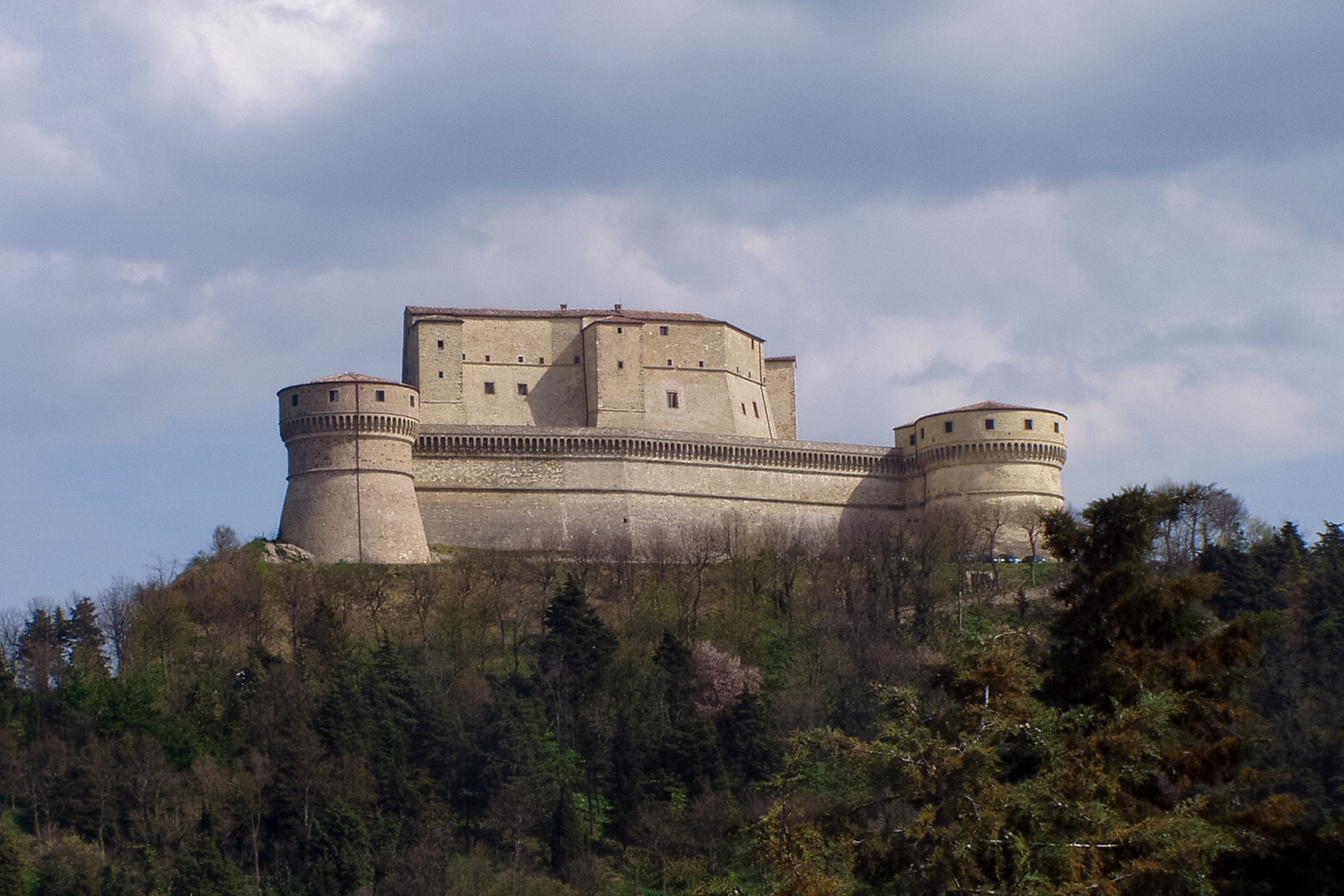
Фортеця Сан-Лео

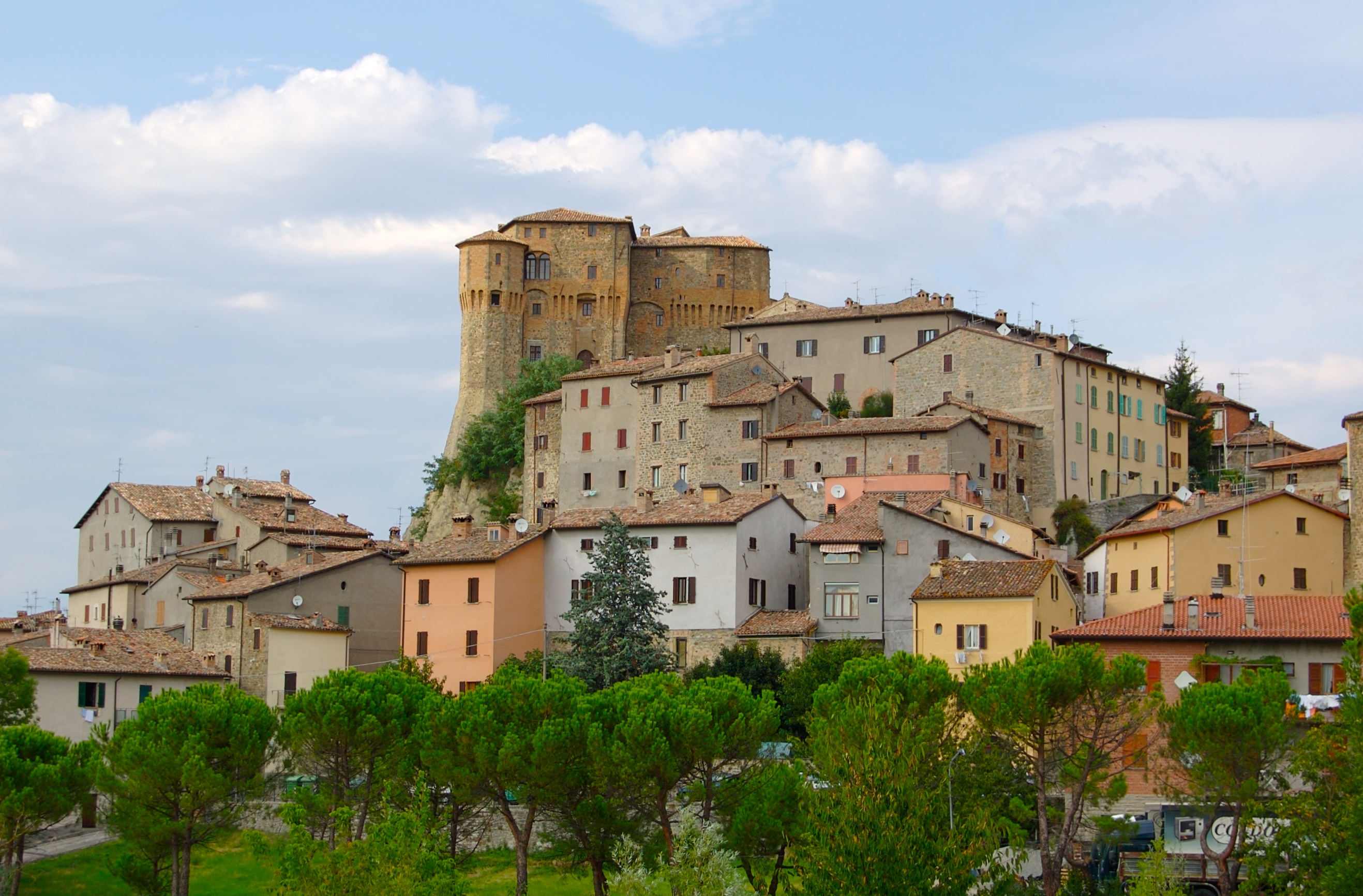
Замок Фрегосо у Сант'Агата-Фельтрія

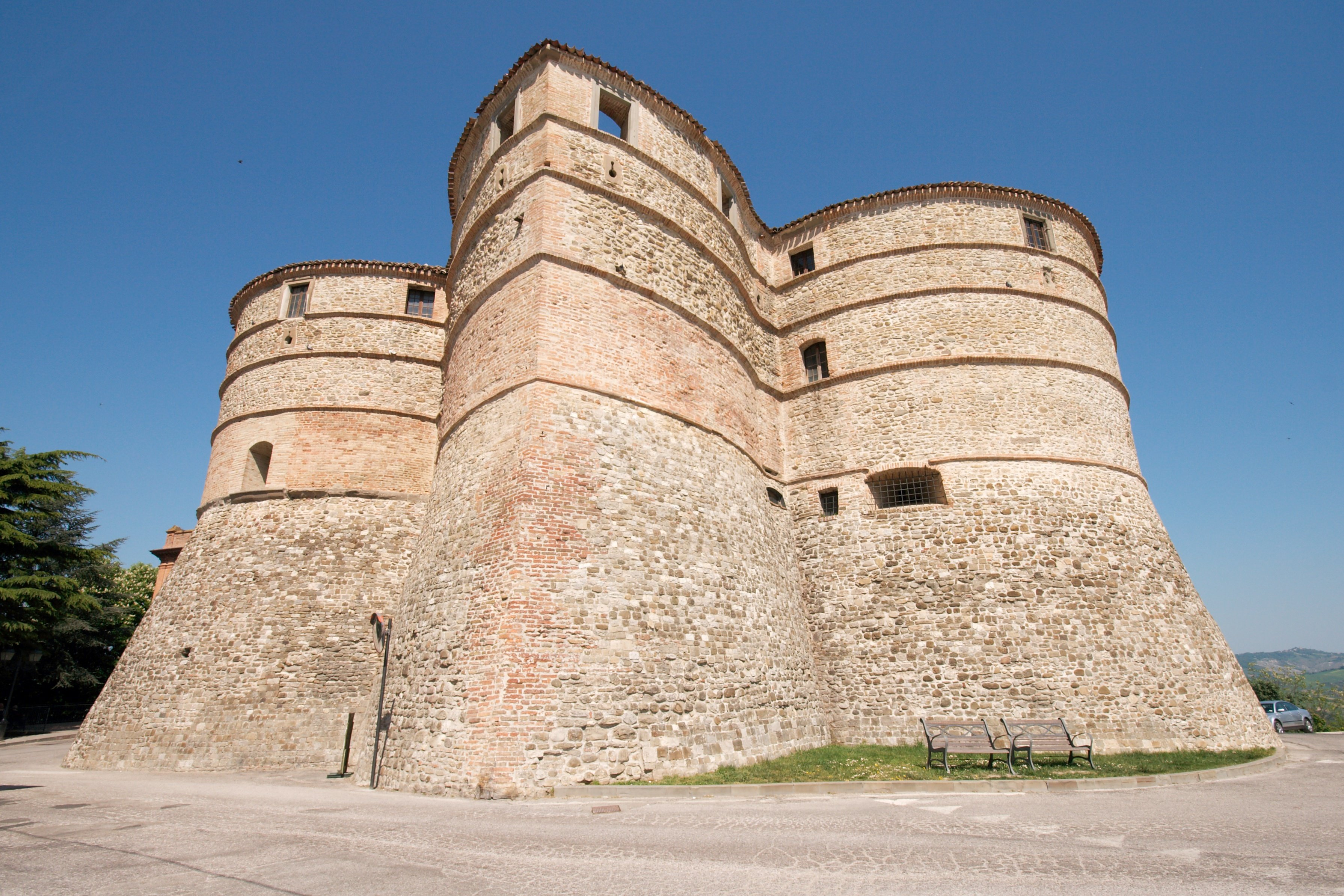
Замок Сассокорваро

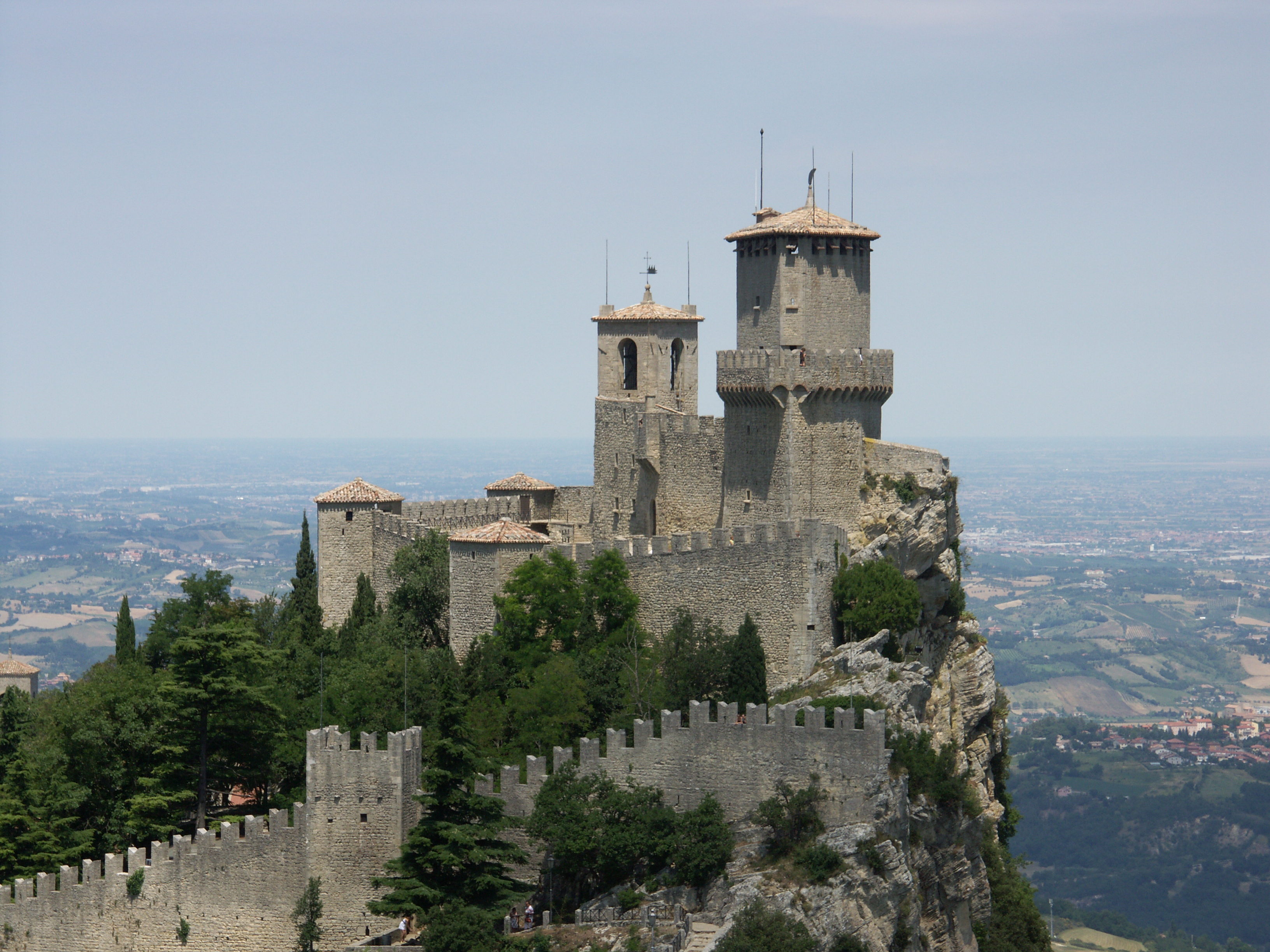
Вежа Гуаїта у Сан-Марино

На території Монтефельтро розташована велика кількість фортець та замків. Деякі з них належать до числа найвідвідуваніших в Італії. Найбільшою та найвеличнішою є фортеця Сан-Лео, розташована на вершині скелі.
Також відомі:
- Замок Бельфорте-алл'Ізауро, спроектований італійським архітектором та військовим інженером Франческо ді Джорджо Мартіні;
- укріплений палац принципів Карпенья-Фалькон'єрі у Карпеньї;
- замок графів Оліва в центрі комуни П'яндімелето;
- фортеця Монте-Чериньоне, яка належала кондотьєрам роду Малатеста;
- вежі Сан-Марино, що знаходяться у столиці республіки;
- замок Фрегосо в Сант'Агата-Фельтрія;
- замок кондотьєрів роду Малатеста в Серравалле;
- замок Сассокорваро, черепахо-подібної форми, спроектований Франческо ді Джорджо Мартіні;
- замок графів Петранголіні у Таволето.

## Муніципалітети
| Герб | Комуна                                | Площа (км²) | Чисельність населення | Гірська комуна     | Провінція       | Регіон         | Країна     |
| ---- | ------------------------------------- | ----------- | --------------------- | ------------------ | --------------- | -------------- | ---------- |
| -    | Аудіторе                              | 20.30       | 1,620                 | Монтефельтро       | Пезаро і Урбіно | Марке          | Італія     |
|      | Бадія-Тедальда                        | 119.12      | 1,165                 | none               | Ареццо          | Тоскана        | Італія     |
| -    | Бельфорте-алл'Ізауро                  | 11.99       | 796                   | Монтефельтро       | Пезаро і Урбіно | Марке          | Італія     |
| -    | Карпенья                              | 28.31       | 1,680                 | Монтефельтро       | Пезаро і Урбіно | Марке          | Італія     |
| -    | Кастельдельчі                         | 49.21       | 476                   | Альта Вальмареччія | Ріміні          | Емілія-Романья | Італія     |
| -    | Фронтіно                              | 10.74       | 317                   | Монтефельтро       | Пезаро і Урбіно | Марке          | Італія     |
| -    | Лунано                                | 14.62       | 1,453                 | Монтефельтро       | Пезаро і Урбіно | Марке          | Італія     |
|      | Мачерата-Фельтрія                     | 40.23       | 2,128                 | Монтефельтро       | Пезаро і Урбіно | Марке          | Італія     |
| -    | Майоло                                | 24.40       | 841                   | Альта Вальмареччія | Ріміні          | Емілія-Романья | Італія     |
| -    | Меркатіно-Конка                       | 14.47       | 1,112                 | Монтефельтро       | Пезаро і Урбіно | Марке          | Італія     |
| -    | Монте-Чериньоне                       | 18.04       | 672                   | Монтефельтро       | Пезаро і Урбіно | Марке          | Італія     |
| -    | Монтекопіоло                          | 35.74       | 1,235                 | Монтефельтро       | Пезаро і Урбіно | Марке          | Італія     |
| -    | Монте-Гримано-Терме                   | 52.31       | 1,249                 | Монтефельтро       | Пезаро і Урбіно | Марке          | Італія     |
| -    | Новафельтрія                          | 41.78       | 7,312                 | Альта Вальмареччія | Ріміні          | Емілія-Романья | Італія     |
| -    | Пеннабіллі                            | 69.66       | 3,098                 | Альта Вальмареччія | Ріміні          | Емілія-Романья | Італія     |
| -    | П'яндімелето                          | 39.96       | 2,096                 | Монтефельтро       | Пезаро і Урбіно | Марке          | Італія     |
| -    | П'єтраруббія                          | 13.05       | 709                   | Монтефельтро       | Пезаро і Урбіно | Марке          | Італія     |
| -    | Сан-Лео                               | 53.32       | 3,041                 | Альта Вальмареччія | Ріміні          | Емілія-Романья | Італія     |
|      | Сан-Марино (Список 9 муніципалітетів) | 60.57       | 31,269                |                    |                 |                | Сан-Марино |
| -    | Сант'Агата-Фельтрія                   | 79.30       | 2,316                 | Альта Вальмареччія | Ріміні          | Емілія-Романья | Італія     |
| -    | Сассокорваро                          | 66.52       | 3,543                 | Монтефельтро       | Пезаро і Урбіно | Марке          | Італія     |
| -    | Сассофельтріо                         | 20.87       | 1,392                 | Монтефельтро       | Пезаро і Урбіно | Марке          | Італія     |
|      | Сестіно                               | 80.46       | 1,485                 | none               | Ареццо          | Тоскана        | Італія     |
| -    | Таламелло                             | 10.53       | 1,117                 | Альта Вальмареччія | Ріміні          | Емілія-Романья | Італія     |
| -    | Таволето                              | 11.99       | 909                   | Монтефельтро       | Пезаро і Урбіно | Марке          | Італія     |
|      | Монтефельтро                          | 987.49      | 73,031                |                    |                 |                |            |